# Tình dục là chuyện nhỏ
Tình dục là chuyện nhỏ (Sex Is Zero) là 1 bộ phim của điện ảnh Hàn Quốc.

## Nội dung
Eun shik (Im Chang-jung) thuộc thành viên của một đội võ trong trường, anh yêu Eun-hyo (Ha Ji Won). Tuy có cảm tình với Eun-shik nhưng cô bị quyến rũ bởi một anh chàng có tiếng nhất trường và đã có thai với anh ta. Chỉ có mình Eun-shik phát hiện ra và luôn âm thầm lặng lẽ bên Eun-hyo giúp đỡ cô vượt qua mọi khó khăn....
- Thể loại: 18+ (do có những cảnh nóng và quan hệ tình dục)
- Ngày phát hành: 2002/12/12
- Độ dài: 96 phút
- Hãng phim: Showbox
- Đạo diễn: Yoon Je Kyun

## Diễn viên
- Im Chang-jeong vai Eun-shik
- Ha Ji-won vai Eun-hyo
- Yoo Chae-yeong vai Yoo-mi
- Jin Jae-yeong vai Ji-won
- Choi Seong-gook
- Jo Dal-hwan
- Shin-ee
- Jeong Kyung-ho
- Park Joon-gyu
- Seon-woo Eun-sook vai mẹ Eun-hyo
- Ki Joo-bong
- Lee Si-yeon